# SN 1956A
SN 1956A – supernowa typu Ia odkryta 17 marca 1956 roku w galaktyce NGC 3992. Jej maksymalna jasność wynosiła 12,40m.